# David Nelson (Physiker)

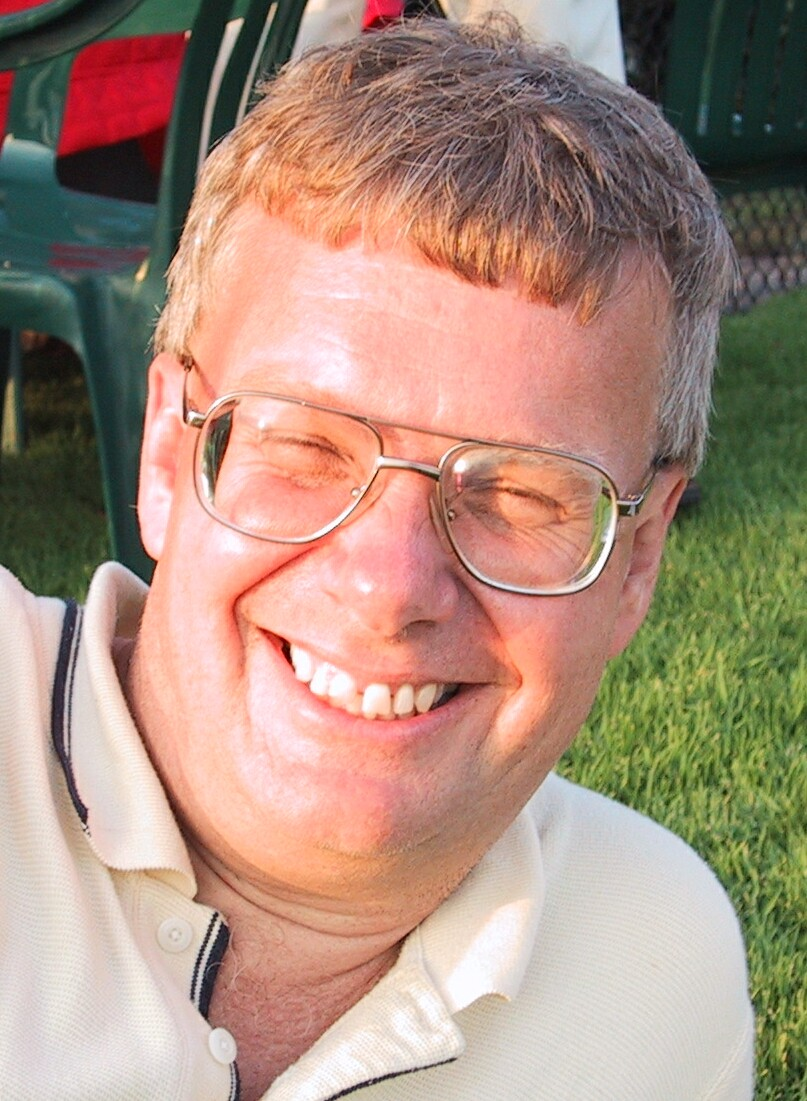
David Nelson, 2001

David Robert Nelson (* 9. Mai 1951 in Stuttgart) ist ein US-amerikanischer Physiker.
Nelson erhielt 1972 den A.B. mit Summa cum laude an der Cornell University, Ithaca. 1974 folgte der M.S. und 1975 der Ph.D. in Physik. Seit 1997 ist er Professor an der Harvard University in Cambridge.
Sein Forschungsschwerpunkt ist die Kondensierte Materie. Zusammen mit Bertrand Halperin hat er die Theorie des dislocation-mediated melting in zwei Dimensionen aufgestellt.

## Auszeichnungen
- 2003 John Bardeen Prize
- 1987 Fellow der American Physical Society
- 1988 Mitglied der American Academy of Arts and Sciences
- 1994 Mitglied der National Academy of Sciences
- 1995 Harvard Ledlie Prize der Harvard University
- 1993–1994 Guggenheim Fellowship der John Simon Guggenheim Foundation
- 1986 NAS Award for Initiatives in Research der National Academy of Sciences
- 1984–1989 MacArthur Fellowship
- 1979–1983 Sloan Research Fellowship der Alfred P. Sloan Foundation

## Ausgewählte Publikationen
- Nelson: Defects and Geometry in condensed matter physics. Cambridge University Press 2002
- D. R. Nelson und B. I. Halperin: Dislocation-mediated melting in two dimensions. In: Physical Review B. Band 19, 1979, S. 2457.
- D. R. Nelson: Order frustration and defects in liquids and glasses. In: Physical Review B. Band 28, 1983, S. 5515.
- D. R. Nelson und L. Peliti: Fluctuations in membranes with crystalline and hexatic order. In: Journal de Physique. Band 48, 1987, S. 1085.
- D. R. Nelson: Vortex entanglement in high temperature superconductors. In: Physical Review Letters. Band 60, 1988, S. 1973.
- D. R. Nelson und V. Vinokur: Boson localization and correlated pinning of superconducting vortex arrays. In: Physical Review B. Band 48, 1993, S. 13060.
- N. Hatano und D. R. Nelson: Vortex pinning and non-Hermitian quantum mechanics. In: Physical Review B. Band 56, 1997, S. 8651.
- D. R. Nelson und N. Shnerb: Non-Hermitian localization and population biology. In: Physical Review E. Band 58, 1998, S. 1383.
- D. Lubensky und D. R. Nelson: Single molecule statistics and the polynucleotide unzipping transition. In: Physical Review E. Band 65, 2002, S. 03917.